# Německo na letních olympijských hrách
Německo na letních olympijských hrách startuje od roku 1896. Toto je přehled účastí, medailového zisku a vlajkonošů na dané sportovní události.

## Účast na Letních olympijských hrách
| Dějiště LOH            | LOH                                       | Vlajkonoš                                         | Zlatá medaile | Stříbrná medaile | Bronzová medaile | Celkem |
| ---------------------- | ----------------------------------------- | ------------------------------------------------- | ------------- | ---------------- | ---------------- | ------ |
| 1896 Athény            | LOH 1896                                  | nebyl                                             | 6             | 5                | 2                | 13     |
| 1900 Paříž             | LOH 1900                                  | nebyl                                             | 4             | 2                | 2                | 8      |
| 1904 St. Louis         | LOH 1904                                  | nebyl                                             | 4             | 4                | 5                | 13     |
| 1908 Londýn            | LOH 1908                                  | Wilhelm Kaufmann                                  | 3             | 5                | 5                | 13     |
| 1912 Stockholm         | LOH 1912                                  | Karl von Halt                                     | 6             | 13               | 7                | 26     |
| 1920 Antverpy          | 1920                                      |                                                   |               |                  |                  | Ne     |
| 1924 Paříž             | 1924                                      |                                                   |               |                  |                  | Ne     |
| 1928 Amsterdam         | LOH 1928                                  | Ernst Paulus                                      | 10            | 7                | 14               | 31     |
| 1932 Los Angeles       | LOH 1932                                  | Georg Gehring                                     | 3             | 12               | 5                | 20     |
| 1936 Německo           | LOH 1936                                  | Hans Fritsch                                      | 33            | 26               | 30               | 89     |
| 1948 Londýn            | 1948                                      |                                                   |               |                  |                  | Ne     |
| 1952 Helsinky          | LOH 1952                                  | Friedel Schirmer                                  |               | 7                | 17               | 24     |
| 1956 Melbourne         | LOH 1956 (jako Společné německé družstvo) | Karl-Friedrich Haas                               | 6             | 13               | 7                | 26     |
| 1960 Řím               | LOH 1960 (jako Společné německé družstvo) | Fritz Thiedemann                                  | 12            | 19               | 11               | 42     |
| 1964 Tokio             | LOH 1964 (jako Společné německé družstvo) | Ingrid Krämerová                                  | 10            | 22               | 18               | 50     |
| 1968 Ciudad de México  | Německo bylo rozděleno na SRN a NDR       |                                                   |               |                  |                  |        |
| 1972 Mnichov           | Německo bylo rozděleno na SRN a NDR       |                                                   |               |                  |                  |        |
| 1976 Montréal          | Německo bylo rozděleno na SRN a NDR       |                                                   |               |                  |                  |        |
| 1980 Moskva            | Německo bylo rozděleno na SRN a NDR       |                                                   |               |                  |                  |        |
| 1984 Los Angeles       | Německo bylo rozděleno na SRN a NDR       |                                                   |               |                  |                  |        |
| 1988 Soul              | Německo bylo rozděleno na SRN a NDR       |                                                   |               |                  |                  |        |
| 1992 Barcelona         | LOH 1992                                  | Manfred Klein                                     | 33            | 21               | 28               | 82     |
| 1996 Atlanta           | LOH 1996                                  | Arnd Schmitt                                      | 20            | 18               | 27               | 65     |
| 2000 Sydney            | LOH 2000                                  | Birgit Fischerová                                 | 13            | 17               | 26               | 56     |
| 2004 Athény            | LOH 2004                                  | Ludger Beerbaum                                   | 13            | 16               | 20               | 49     |
| 2008 Peking            | LOH 2008                                  | Dirk Nowitzki                                     | 16            | 10               | 15               | 41     |
| 2012 Londýn            | LOH 2012                                  | Natascha Keller                                   | 11            | 19               | 14               | 44     |
| 2016 Rio de Janeiro    | LOH 2016                                  | Timo Boll (zahájení) Sebastian Brendel (ukončení) | 17            | 10               | 15               | 42     |
| 2020 Tokio             | LOH 2020                                  | Laura Ludwigová Patrick Hausding                  | 10            | 11               | 16               | 37     |
| 2024 Paříž             | LOH 2024                                  |                                                   |               |                  |                  | x      |
| Celkem                 | 20                                        |                                                   | 438           | 457              | 491              | 1 386  |
| Zdroj na Olympedia.org |                                           |                                                   |               |                  |                  |        |